# White Music
White Music — дебютный студийный альбом британской рок-группы XTC, записанный группой с продюсером Джоном Лекки в Manor Studios, Оксфордшир, Англия, и выпущенный 20 января 1978 года на Island Records.
Диск поднялся до #38 в UK Albums Chart. Синглами из него вышли «Statue Of Liberty» (запрещенный на BBC за строчку «sail beneath your skirt») и «This Is Pop».

## Список композиций
Автор всех песен — Энди Патридж — за исключением тех, чьи авторы указаны дополнительно
1. «Radios in Motion» — 2:54
2. «X Wires» (Colin Moulding) — 2:06
3. «This Is Pop?» — 2:41
4. «Do What You Do» (Moulding) — 1:16
5. «Statue of Liberty» — 2:55
6. «All Along the Watchtower» (Bob Dylan) — 5:43
7. «Atom Age» — 2:32
8. «Set Myself on Fire» (Moulding) — 3:04
9. «I’m Bugged» — 3:59
10. «New Town Animal» — 1:53
11. «Spinning Top» — 2:40
12. «Neon Shuffle» — 4:37

### CD (bonus tracks)
1. «Science Friction» — 3:13
2. «She’s So Square» — 3:06
3. «Dance Band» (Moulding) — 2:41
4. «Hang on to the Night» — 2:09
5. «Heatwave» (Moulding) — 2:12
6. «Traffic Light Rock» — 1:40
7. «Instant Tunes» (Moulding) — 2:34

## Участники записи
- Энди Партридж — гитара, вокал
- Колин Моулдинг — бас-гитара, вокал
- Барри Эндрюс — клавишные
- Терри Чемберс — ударные